# كأس فلسطين 1930
1930 كأس فلسطين (بالعبرية: הגביע הארץ-ישראלי‏)، HaGavia HaEretz-Israel) هو الموسم الثالث من مسابقة كأس كرة القدم التي ينظمها اتحاد إسرائيل لكرة القدم. المدافعون عن اللقب هم نادي مكابي تل أبيب.
للموسم الثاني (والأخير)، سُمح للفرق بدخول فرقهم الاحتياطية، ودخلت هذه الفرق نيابة عن هبوعيل حيفا، وهابوعيل تل أبيب ومكابي تل أبيب. فاز فريق مكابي ب في النهاية بالكأس، وهو إنجاز تم تحقيقه من خلال إشراك الفريق «أ» الأقوى تحت ستار الفريق «ب». تم السماح بذلك لأن النادي اختار التخلي عن مباراة فريقه في الجولة الأولى خارج أرضه ضد هبوعيل حيفا ب، بينما فاز الفريق الثاني بالتعادل بسهولة، وبالتالي منع فريقه أ من التعادل بالكأس والسماح للاعبي الفريق أ باللعب من أجل الفريق ب للفترة المتبقية من المسابقة.
فاز مكابي تل أبيب ب (كما هو مسجل) بالكأس، بفوزه على الفريق البريطاني من فوج نورثهامبتونشاير 2-1 في المباراة النهائية التي أقيمت على أرض هبوعيل تل أبيب.

## النتائج

### الجولة الأولى
بدأت مباريات الدور الأول في 15 فبراير 1930. وأقيمت بقية المباريات يوم السبت التالي. تأخرت إعادة المباراة بين الشرطة البريطانية وسلاح الجو الملكي في عمان حيث كان الجنود في الخدمة العسكرية، وتم لعبها أخيرًا في 8 مارس 1930.
| صاحب الأرض              | النتيجة | الضيف                          |
| ----------------------- | ------- | ------------------------------ |
| هابوعيل تل أبيب ب       | 0–10    | ساوث ستافوردز                  |
| نادي مكابي تل أبيب ب    | 4–0     | نادي مكابي زخرون يعقوف         |
| هابوعيل تل أبيب ب       | w/o     | نادي مكابي تل أبيب             |
| مكابي أفشالوم بتاح تكفا | 9–1     | مكابي هرتسليا                  |
| الشرطة البريطانية       | 2–2     | سلاح الجو الملكي في عمان       |
| هابوعيل تل أبيب         | 3–0     | هبوعيل حيفا                    |
| حيفا الإسلامي           | 2–7     | فوج نورثهامبتونشاير            |
| مكابي الحشموني أورشليم  | 2–1     | جمعية الشبان المسيحيين أورشليم |

#### الإعادة
| صاحب الأرض        | النتيجة | الضيف                    |
| ----------------- | ------- | ------------------------ |
| الشرطة البريطانية | 4–2     | سلاح الجو الملكي في عمان |

### الدور ربع النهائي
بدأت مباريات ربع النهائي في 1 مارس 1930.
| صاحب الأرض              | النتيجة | الفريق الضيف        |
| ----------------------- | ------- | ------------------- |
| مكابي الحشموني أورشليم  | 1–4     | ساوث ستافوردز       |
| مكابي أفشالوم بتاح تكفا | 0–3     | فوج نورثهامبتونشاير |
| هابوعيل تل أبيب         | w/o     | هبوعيل حيفا ب       |
| نادي مكابي تل أبيب ب    | 4–3     | الشرطة البريطانية   |

### نصف النهائي
| صاحب الأرض           | التيجة | الفريق الضيف    |
| -------------------- | ------ | --------------- |
| فوج نورثهامبتونشاير  | 2–0    | هابوعيل تل أبيب |
| نادي مكابي تل أبيب ب | 3–1    | ساوث ستافوردز   |

### النهائي
| نادي مكابي تل أبيب ب    | 2–1               | فوج نورثهامبتونشاير |
| ----------------------- | ----------------- | ------------------- |
| Bachar 20' · Heresh 88' | Do'ar HaYom Davar | 32' Pierce          |

## روابط خارجية
- موقع الاتحاد الإسرائيلي لكرة القدم (بالعبرية)